# Elton McGriff
Elton Wayne McGriff (Corsicana, 21 agosto 1942 – 16 dicembre 2011) è stato un cestista statunitense, professionista nella ABA.

## Carriera
Venne selezionato dai St. Louis Hawks al dodicesimo giro del Draft NBA 1965 (90ª scelta assoluta).